# Ingeborg Schöner
Ingeborg Schöner est une actrice allemande, née le 2 juillet 1935 à Wiesbaden.

## Biographie
Après son Abitur, Ingeborg Schöner, fille de commerçants, étudia sept semestres de philologie, dix semestres de germanistique selon d'autres sources et travailla en parallèle comme mannequin avant d'entamer une formation complète d'actrice. C'est par hasard qu'elle a été découverte au cinéma par l'écrivaine, scénariste et productrice de films Maria von der Osten-Sacken (de) lors de la visite d'un studio de cinéma. Elle a tourné en Allemagne de l'Ouest à partir de 1954 et a représenté pendant longtemps la bonne et honnête fille dans le cinéma d'après-guerre. Ses partenaires de jeu étaient, entre autres, Curd Jürgens, Götz George, Peter Alexander et Gunther Philipp.
Dans le cinéma international, elle a pu montrer son tempérament surtout dans des films d'aventure et des films historiques. Dès la fin des années 1950, elle reçoit de nombreuses offres de films en Italie et y tourne, principalement sous le nom d'Inge Schoener, avec des vedettes comme Vittorio De Sica et Alberto Sordi, sous la direction d'Antonio Pietrangeli ou de Dino Risi. En France, elle a joué entre autres aux côtés de Fernandel et Charles Aznavour. En 2013, elle obtient le rôle principal féminin dans la production cinématographique internationale Guten Tag, Ramón de la 20th Century Fox.
Ingeborg Schöner était mariée depuis le début des années 1960 à l'acteur et metteur en scène Georg Marischka. De ce mariage sont nées ses filles Nicole, également actrice, et Juliette Marischka, journaliste.

## Filmographie

### Cinéma
- 1954 : L'Ange silencieux (Der schweigende Engel) de Harald Reinl : Elfie
- 1955 : Der Hauptmann und sein Held : Ilse
- 1955 : Der dunkle Stern : Linda
- 1955 : Du mein stilles Tal : Nikky von Breithagen
- 1956 : Der erste Frühlingstag : Vera
- 1956 : Küß mich noch einmal : Biggi Landinger
- 1956 : La Voix que j'aime (de) : Schwester Elena
- 1957 : Pour l'amour d'une reine : Gertrud von Eyben
- 1957 : Souvenirs d'Italie : Hilde
- 1957 : La Belle et le Corsaire : Angela (en tant que Ingeborg Schoener)
- 1958 : Adorabili e bugiarde : Paola Brini (en tant que Inge Schöner)
- 1958 : Das verbotene Paradies : Elsa Krailing
- 1958 : Il cocco di mamma : Laura Tarantini (en tant que Inge Schöner)
- 1958 : Promesse di marinaio
- 1958 : Venise, la Lune et toi : Nathalie (en tant que Inge Schoener)
- 1959 : Heimat, deine Lieder : Helga
- 1959 : La Vache et le Prisonnier de Henri Verneuil : Helga
- 1959 : Les Dragueurs : Monica (en tant que Inge Schoener)
- 1959 : Liebe verboten - Heiraten erlaubt : Kathrin Mertens
- 1959 : Peter Voss – der Held des Tages : Mädchen in Las Vegas (non créditée)
- 1959 : Pris au piège (en) (Menschen im Netz) : Marianne Gardella
- 1960 : Ich zähle täglich meine Sorgen : Rosemary Bancroft
- 1960 : Les chacals meurent à l'aube : Anne Lindhoff, Sekretärin
- 1960 : Mélodie de l'adieu : Inge Salinger
- 1960 : Weit ist der Weg : Anita
- 1961 : Bankraub in der Rue Latour : Maskottchen
- 1961 : Saison in Salzburg : Annemarie Stolzinger
- 1962 : La Douceur de vivre du comte Bobby : Vera Burger
- 1962 : Le Livre de San Michele : Natasha
- 1962 : L'Ivresse de la forêt (Waldrausch) : Annette von Larenburg
- 1963 : L'Auberge enchantée : Monika Jensen
- 1964 : Les Repaires de la Jungle Noire : Ada (en tant que Inge Schoener)
- 1964 : L'idea fissa
- 1965 : ...und sowas muß um 8 ins Bett : Angelika Weiß
- 1965 : An der Donau, wenn der Wein blüht : Gabriele Welser
- 1965 : Buffalo Bill, le héros du Far-West : Mary Peterson (en tant que Ingeborg Schoener)
- 1965 : Le Flibustier des Caraïbes (L'avventuriero della Tortuga) de Luigi Capuano : Soledad Quintero
- 1965 : Legacy of the Incas : Mrs. Ruiz (non créditée)
- 1965 : Letti sbagliati
- 1966 : Quartier interdit : Jolly
- 1967 : Le Trésor du désert de feu : Germaine
- 1968 : Ich spreng' euch alle in die Luft : Mrs. Gilespie
- 1968 : Peter und Sabine : Claudia
- 1970 : La Marque du diable (Hexen bis aufs Blut gequält) de Michael Armstrong et Adrian Hoven : la femme du noble
- 1970 : Mister Superinvisible : Irene
- 1971 : Fegefeuer : Anna Richter
- 1972 : George! : Erika
- 1973 : Über Nacht
- 1976 : The Spy Who Never Was
- 1983 : Die Supernasen : Waisenhausleiterin
- 1995 : Das geborgte Nest
- 2013 : Guten Tag, Ramón : Ruth

### Télévision

#### Séries télévisées
- 1959-1960 : Tales of the Vikings : Astrid
- 1963 : Curd Jürgens erzählt... : Die Geliebte, Tochter des Taxifahrers / Girl
- 1965 : Bob Morane : Jackie
- 1968 : Zimmer 13 : Frau Rienebeit
- 1970 : Le Service des affaires classées : Mireille
- 1971 : Paul Temple : Inga
- 1972 : Mandrin : Sylvie de Nojaret
- 1972-1979 : Tatort : Ursula / Manuela Borsdorf
- 1973 : Drei Partner : Claudia Martin
- 1973 : Kinderheim Sasener Chaussee : Carolin Freytag
- 1973 : O'Henry erzählt : Lead
- 1974 : Der wilde und der zahme Westen : Aileen
- 1974 : Im Auftrag von Madame : Kußröschen
- 1975 : Eurogang : Bella
- 1976 : Der Anwalt : Frau Brinkmann
- 1976 : La pêche miraculeuse : Lotte Muller
- 1976 : Le comte Yoster a bien l'honneur : Solveig Forster
- 1978 : Jean-Christophe : Mme Kehroch
- 1980-2008 : Soko, brigade des stups : Anna Schickl / Anna Herbst / Kriminalobermeisterin Anna Herbst / ...
- 1983 : Die Krimistunde : Mrs. Stackpole (segment "Der Handschuhtäter")
- 1986 : Die Montagsfamilie : Helga Schröder
- 1987-1989 : Hessische Geschichten : Edith Weinrauch / Schwester Hilde
- 1990 : Un cas pour deux : Nelli Kreuzer
- 1992 : Inspecteur Derrick : Martha Berger
- 1992-1997 : Der Bergdoktor : Elfriede Angerer
- 1996 : Schloßhotel Orth : Beate Satorius
- 1997-2003 : Rosamunde Pilcher : Luisa / Anne Winter
- 1999 : Terre d'espérance : Lisa Brandt
- 2001 : Anwalt Abel
- 2003 : Heimatgeschichten : Ingeborg Seel
- 2008 : Charly la malice : Ruth Thomsen
- 2008-2016 : Die Rosenheim-Cops : Gertrud Landmann / Marlene Maurer
- 2012 : Hubert und Staller : Lieselotte Meier

#### Téléfilms
- 1958 : Die Abiturientin : Käthe Seidl
- 1961 : Nummer 66 : Susanne
- 1963 : Das tödliche Patent : Ann Patten
- 1964 : Die Verbrecher : Liselotte von Wieg
- 1964 : Kammerjungfer : Phillis Carrington
- 1964 : Les petites demoiselles
- 1969 : Doppelagent George Blake : Gill
- 1970 : Die lieben Freunde : Vivian Spears
- 1971 : Kolibri : Bettina Hanssen-Hochheim
- 1972 : Das Geheimnis der alten Mamsell : Adele
- 1972 : Delikatessen
- 1972 : Schlaf in den Augen von Soho : Krebs Frau
- 1973 : Kopf oder Zahl : Magda
- 1974 : Eiger : Gast (part 1)
- 1975 : 6 Zimmer Sonnenseite
- 1976 : Ein Mann für Mama
- 1979 : Der Führerschein : Inge
- 1980 : Sierra Madre : Ingrid Baumann
- 1981 : Wie man sich bettet : Clare Williams
- 1982 : Die Kondor
- 1983 : Quatre espions dans la place (Satan ist auf Gottes Seite) : Isabelle
- 1984 : Der Granitkopp
- 1984 : Dieb, der nicht zu Schaden kam
- 1992 : Rosen für Afrika : Karolas Mutter